# 劉義恭
劉 義恭（りゅう ぎきょう、義熙9年（413年）- 永光元年8月13日（465年9月18日））は、南朝宋の皇族。江夏文献王。武帝劉裕の五男。

## 経歴
劉裕と袁美人のあいだの子として生まれた。幼くして明晰で、容姿が美しく、劉裕に特に鍾愛され、常に側近に置かれた。景平2年（424年）、監南豫豫司雍秦并六州諸軍事・冠軍将軍・南豫州刺史に任じられ、廬陵王劉義真に代わって歴陽に駐屯した。同年（元嘉元年）、江夏王に封じられた。使持節を加えられ、撫軍将軍の号を受けた。元嘉3年（426年）、監南徐兗二州揚州之晋陵諸軍事・徐州刺史に転じた。監から都督に進められたが、任地に赴任しなかった。文帝が謝晦を討つと、義恭は京口に駐屯した。元嘉6年（429年）、散騎常侍・都督荊湘雍益梁寧南北秦八州諸軍事・荊州刺史に転じた。義恭は文章を好み、驕慢で贅沢な性格であったため、文帝は信書をしたためて戒めた。
元嘉9年（432年）、義恭は召還されて都督南兗徐兗青冀幽六州豫州之梁郡諸軍事・征北将軍・開府儀同三司・南兗州刺史となり、広陵に駐屯した。元嘉16年（439年）、司空に上った。元嘉17年（440年）、彭城王劉義康に罪があって江州に出されると、義恭は召還されて侍中・都督揚南徐兗三州諸軍事・司徒・録尚書事に任じられ、太子太傅を兼ねた。元嘉18年（441年）、都督南兗州諸軍事の任を解かれた。元嘉21年（444年）、太尉となり、司徒を兼ねた。元嘉26年（449年）、国子祭酒を兼ねた。
元嘉27年（450年）春、北魏の太武帝が大軍を率いて豫州に侵攻してくると、義恭は文帝の命を受けて諸軍を統帥し、彭城に駐屯した。国子祭酒の任を解かれた。魏軍が瓜歩まで侵入してくると、義恭は武陵王劉駿とともに彭城に立てこもった。451年（元嘉28年）春、魏軍が撤退をはじめたが、義恭は追撃しようとしなかった。驃騎将軍・開府儀同三司に降格された。本官のまま南兗州刺史を兼ね、都督南兗豫徐兗青冀司雍秦幽并十一州諸軍事の任を加えられ、盱眙に移駐した。館を修築して、東城の建制にならった。
元嘉29年（452年）冬、朝廷に帰還し、大将軍・都督揚南徐二州諸軍事・南徐州刺史に任じられた。元嘉30年（453年）、劉劭が文帝を殺害すると、義恭は太保・都督会州諸軍事に任じられ、太宰を兼ねた。武陵王劉駿が劉劭を討つべく起兵すると、劉劭は決戦を望んだのに対して、義恭は石頭に柵を立てて持久戦に持ち込むよう主張して、劉劭に聞き入れられた。ところが劉駿の軍の先鋒が新亭までやってくると、劉劭は義恭を連れて出戦し、敗北した。義恭は単騎で南方に逃亡した。劉劭は激怒して、始興王劉濬を西省に派遣し義恭の12人の男子を殺害させた。
劉駿が新林浦にいたとき、義恭は帰着して、即位を勧める上表をおこなった。劉駿（孝武帝）が帝位につくと、義恭は使持節・侍中・都督揚南徐二州諸軍事・太尉・録尚書六条事・南徐徐二州刺史に任じられ、仮黄鉞を与えられた。劉劭が平定されると、義恭は太傅に任じられ、大司馬を兼ねた。
孝建元年（454年）、南郡王劉義宣・臧質・魯爽らが反乱を起こすと、義恭は正式に黄鉞を加えられた。反乱が平定されると、孝武帝は諸侯王の権限を削るべく画策した。義恭は帝の意を迎えて録尚書事の兼任を解くよう申し出た。11月、京口に駐屯した。孝建2年（455年）春、都督東揚南兗二州に進んだ。10月、召還されて揚州刺史となった。剣履上殿・入朝不趨・賛拝不名の特権を加えられたが、固辞した。持節・都督・侍中の任を解かれた。『要記』5巻を編纂して、前漢から東晋の太元年間について記録した。孝建3年（456年）7月、揚州刺史の任を解かれた。10月、太宰に進み、司徒を兼ねた。義恭は孝武帝の疑いを招かないよう辞を低くしてその意を迎えた。
大明元年（457年）、石頭の西岸に三背の茅が生えるという祥瑞があったことから、義恭はたびたび封禅を勧めて孝武帝を喜ばせた。大明3年（459年）、中書監を兼ねた。大明6年（462年）、司徒の兼任を解かれた。大明7年（463年）、孝武帝の巡幸に従い、尚書令を兼ね、中書監の任を解かれた。大明8年（464年）閏月、また太尉を兼ねた。
前廃帝が即位すると、義恭は中書監・太尉に任じられた。前廃帝の暴行がひどかったため、義恭は柳元景らとともに廃立を計画した。永光元年（465年）8月、前廃帝の命により羽林兵が動員され、義恭は4人の子とともに殺害された。享年は53。遺体はバラバラに切断され、内臓を裂かれ、眼球が蜜漬にされて「鬼目粽」とされた。明帝が即位すると、使持節・侍中・都督中外諸軍事・丞相・領太尉の位を追贈された。

## 家族

### 男子
- 劉朗（字は元明、南豊県王、湘州刺史・持節・侍中・射声校尉、劉劭に殺害された）
- 劉叡（字は元秀、江夏宣王、劉劭に殺害された）
- 劉韶（字は元和、新呉烈侯）
- 劉坦（字は元度、平都懐侯）
- 劉元諒（江安愍侯）
- 劉元粋（興平悼侯）
- 劉元仁（劉劭に殺害された）
- 劉元方（劉劭に殺害された）
- 劉元旒（劉劭に殺害された）
- 劉元淑（劉劭に殺害された）
- 劉元胤（劉劭に殺害された）
- 劉伯禽（江夏愍王、輔国将軍・湘州刺史、前廃帝に殺害された）
- 劉仲容（永修殤侯、寧朔将軍・臨淮済陽二郡太守、前廃帝に殺害された）
- 劉叔子（永陽殤侯、前廃帝に殺害された）
- 劉叔宝（前廃帝に殺害された）

### 女子
- 嘉興県主（王粛の兄の王琛にとついだ）

## 伝記資料
- 『宋書』巻61 列伝第21
- 『南史』巻13 列伝第3